# Украдене щастя (мінісеріал, 1984)
«Украдене щастя» — український радянський 2-серійний телефільм режисера Юрія Ткаченка, знятий за мотивами однойменної драми Івана Франка у 1984 році на студії «Укртелефільм».

## Сюжет
Драма Франка переростає у трагедію високої напруги, трагічну притчу про те, що на чужому нещасті свого щастя не збудуєш, так само як не можна зло подолати злом. Дія відбувається наприкінці позаминулого століття у прикарпатському селі. Любили одне одного, клялися у вічній вірності Михайло Гурман і Анна. Але забрали Михайла до цісарської армії, і брати Анни, щоб не ділитися із сестрою посагом, сказали, що загинув Михайло, силою віддали дівчину за наймита Миколу, вкравши у неї не тільки спадщину, а й щастя. Проходять роки. Змирившись з долею, живе Анна, і односельцям сім'я їхня здається щасливою. Але несподівано з'являється «воскреслий» Михайло Гурман, жандарм, — колишня любов Анни вибухає з новою силою. Тепер вже Михайло краде щастя у Миколи. Але і йому, Михайлові, не судилося бути щасливим.

## Акторський склад
- Нелє Савиченко — Анна
- Богдан Ступка — Микола Задорожний
- Григорій Гладій — Михайло Гурман
- Анатолій Білий
- Микола Гудзь
- Юрій Дубровін
- Микола Олійник
- Юрій Рудченко
- Микола Шутько
- Тамара Яценко
- В епізодах: В. Макаров, Дмитро Миргородський, М. Подолюк, Л. Подолюк

## Знімальна група
- Сценарист: Василь Сичевський
- Режисер-постановник: Юрій Ткаченко
- Оператор-постановник: Геннадій Енгстрем
- Художник-постановник: Борис Жуков
- Композитор: Євген Станкович
- Звукооператори: В. Сегал, Георгій Стремовський
- Монтажери: Ольга Книженко, Лідія Крюкова
- Грим: Т. Маляревич
- Режисер: Г. Рузова
- Оператор: Ігор Мамай
- Асистенти:
  - режисера: Л. Лишевська, О. Жуковський
  - оператора: В. Мірошник, В. Чірко
- Майстер по світлу: М. Руденко
- У фільмі брав участь Державний заслужений академічний симфонічний оркестр УРСР, диригент — Федір Глущенко
- Консультанти: Дмитро Павличко, Романа Кобальчицька, Оксана Куца-Ковалишин
- Редактор: Тамара Бойко
- Директор фільму: Анатолій Москалюк